# Verendung

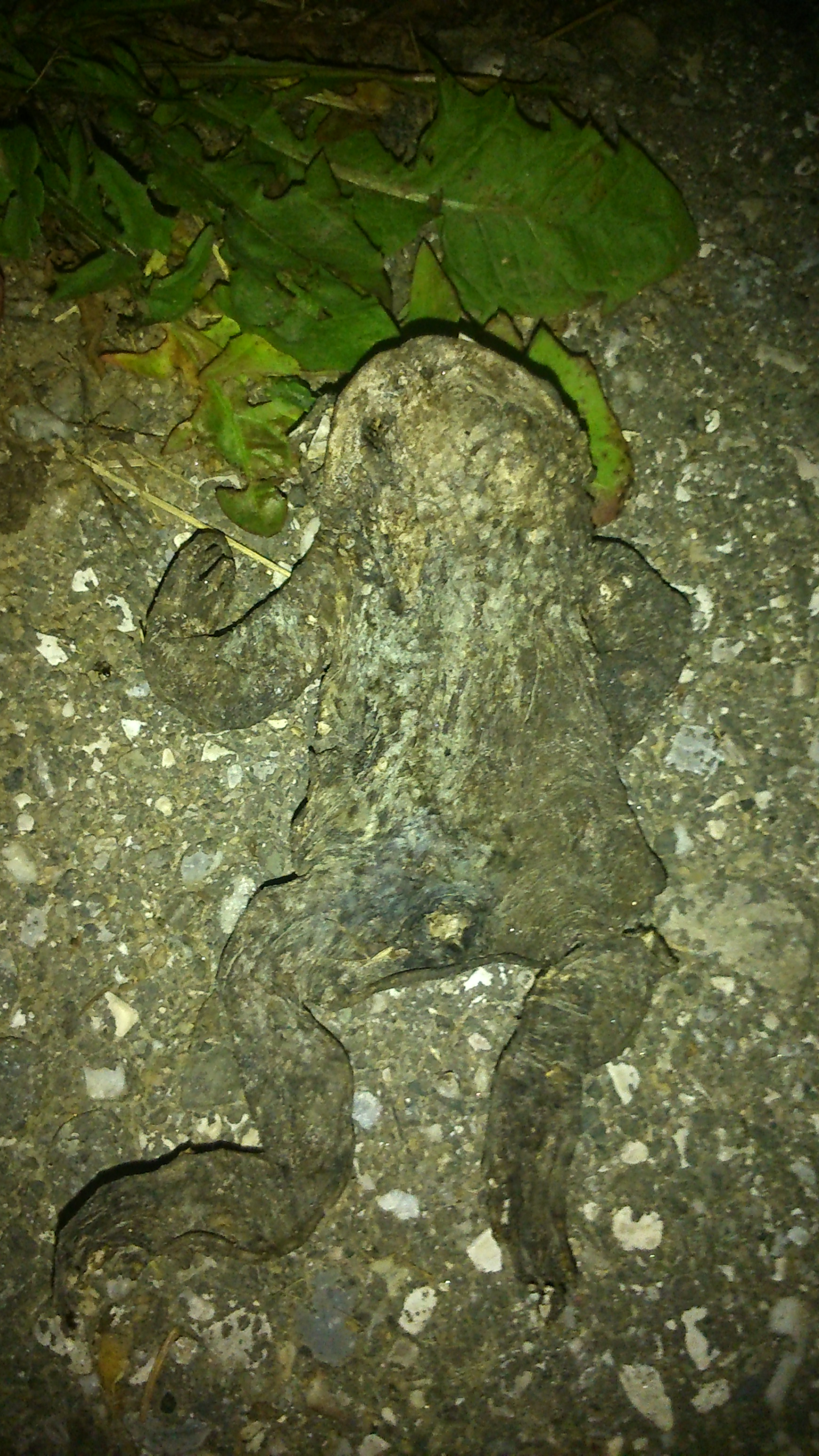
Foto einer verendeten Kröte

Als Verendung wird in der Tierhaltung die Todesart bezeichnet, bei der ein Tier ohne weiteres Zutun stirbt. Es wird nicht der Schlachtung zugeführt.
In der Jägersprache dagegen wird der Begriff Verenden benutzt. Der so verursachte Tod von Wild, z. B. nach einem Schuss gilt als weidgerechte Erlegung. Fallwild hingegen ist eingegangenes und damit verludertes Wild. Es darf nicht in Verkehr gebracht werden und wird der Tierkörperbeseitigung zugeführt oder unschädlich vergraben.
Im Duden wird nur das Verb verenden aufgeführt.

## Nutz- und Haustiere
Verendung ist eine der drei Todesarten von Nutztieren, die in Begleitpapieren, z. B. dem Rinderpass angegeben werden müssen. Verendete Großtiere werden in speziellen Tierkörperbeseitigungsanlagen verwertet. Haus- und Kleintiere dürfen unter bestimmten Vorgaben vergraben werden.